# Louis Bleuzet
Louis Florent Alfred Bleuzet est un hautboïste français né à Hazebrouck le 26 avril 1874 et décédé en 27 janvier 1941 à Paris. 

## Biographie
Premier prix de hautbois (vers 1893-1894), Louis Bleuzet est soliste à l'Opéra-Comique et aux concerts Colonne en 1896 puis, en 1901, à la Société des Concerts du Conservatoire. Le 1er juillet 1904, Bleuzet rejoint l'orchestre de l'Opéra de Paris. 
Il est nommé professeur au Conservatoire de musique de Paris (CNSM) en 1919.
Sa fille, Yvonne Treizenem-Bleuzet (1902-2000), est une pianiste qui fut professeure au CNSM, notamment de chant.

## Honneurs
En 1927, à l'occasion du centième anniversaire de la mort de Beethoven, Louis Bleuzet est décoré de la croix de la Légion d'honneur.

## Publications
- La technique du hautbois, Paris : Alphonse Leduc, 1936-1937, 3 volumes